# 하시모토 준
하시모토 준(일본어: 橋本 淳, 1976년 10월 19일 ~ )는 일본의 축구 선수이다.

## 구단 경력
소니 센다이 FC, 그루자 모리오카에서 활동했다.

## 국가대표팀 경력
그는 1993년 FIFA U-17 세계 축구 선수권 대회에 참가할 일본 U-17 국가대표팀에 발탁되었으며, 2경기에 출전했다.